# 马踏镇 (井研县)
马踏镇，是中华人民共和国四川省乐山市井研县下辖的一个乡镇级行政单位。2019年12月，撤消黄钵乡和四合乡，将其所属行政区域划归马踏镇管辖。 

## 行政区划
马踏镇下辖以下地区：
马踏街社区、马踏村、五里湾村、南河村、桥耳井村、红五月村、石泉村、八一村和清河村。